# Лудвиг X (Бавария)
Лудвиг X (на немски: Ludwig X.; * 18 септември 1495, Грюнвалд при Мюнхен; † 22 април 1545, Ландсхут) от фамилията Вителсбахи, е от 1514 г. до смъртта си херцог на Бавария.

## Живот
Той е вторият син на херцог Албрехт IV и ерцхерцогиня Кунигунда Австрийска (1465 – 1520), дъщеря на император Фридрих III и неговата съпруга инфанта Елеонора-Елена Португалска.
След смъртта на баща му Албрехт IV на 18 март 1508 г., неговият по-голям с две години брат Вилхелм IV (1493 – 1550) става херцог на цяла Бавария (1508 – 1550). Лудвиг получава апанаже и титлата граф на Фобург.
След като Лудвиг X става пълнолетен е първо против решенията на брат му Вилхелм IV. На 14 октомври 1514 г. двамата братя се разбират в Ратенберг в Долна Бавария и Лудвиг може да управлява от Ландсхут над една трета от херцогството, територията на Ландсхут и Щраубинг.
При Лудвиг X произведенията на Мартин Лутер първо могат в Бавария да се издават и разпространяват. На 25 май 1521 г. двамата братя издават Вормския едикт в Мюнхен и Ландсхут. Всички последователи на Мартин Лутер са арестувани и изгонени от страната.
От 1537 до 1543 г. Лудвиг X си строи новата градска резиденция Ландсхут.
Лудвиг умира без наследник, така че след смъртта му брат му Вилхелм става отново единственият владетел на Бавария.

## Деца
Лудвиг има извънбрачна дъщеря Анна фон Леонсберг (1525 – 1556), която се омъжва за хуманиста и държавника Йохан Албрехт Видманщетер (1506 – 1557).